# Acalyptris zeyheriae
Acalyptris zeyheriae is een vlinder van de familie van de dwergmineermotten (Nepticulidae), van de onderfamilie van de Nepticulinae. De wetenschappelijke naam van deze soort is voor het eerst voorgesteld als Niepeltia zeyheriae door Malcolm John Scoble in een publicatie uit 1980.

## Verspreiding
De soort komt voor in Zuid-Afrika.

## Waardplanten
De rups leeft op soorten van de sterbladigenfamilie (Rubiaceae) waaronder Afrocanthium gilfillanii (N.E.Br.) Lantz, Canthium inerme (L.f.) Kuntze en Vangueria parvifolia Sond..